# شنان جاف
الشَّنَّان الجاف (باللاتينية: Anabasis aretioides) نوع نباتي يتبع جنس الشَّنَّان من الفصيلة القطيفية.

## الموئل والانتشار
موطنه المغرب العربي.

## مرادفات للاسم العلمي
- (باللاتينية: Fredolia aretioides (Bunge) Ulbr.)